# 藤堂良清
藤堂 良政（とうどう よしまさ、1559年 - 1600年）は、安土桃山時代の武将。若江八人衆の一人。藤堂高虎の従兄弟にあたる。別名は嘉清（よしきよ）。

## 略歴
永禄2年（1559年）、藤堂嘉房の子として生まれる。
初め織田信長や羽柴秀吉（豊臣秀吉）に仕え、天正18年（1590年）から秀吉の甥・秀次に仕え三河国西部に2300石の知行を与えられた。文禄3年（1594年）には伏見城の石垣普請で功績を挙げた。
文禄4年（1595年）に秀次事件で豊臣秀次が切腹すると、秀吉の命令で従兄弟高虎の許に身柄を預けられ、そのまま罪を許されて高虎の家臣となった。

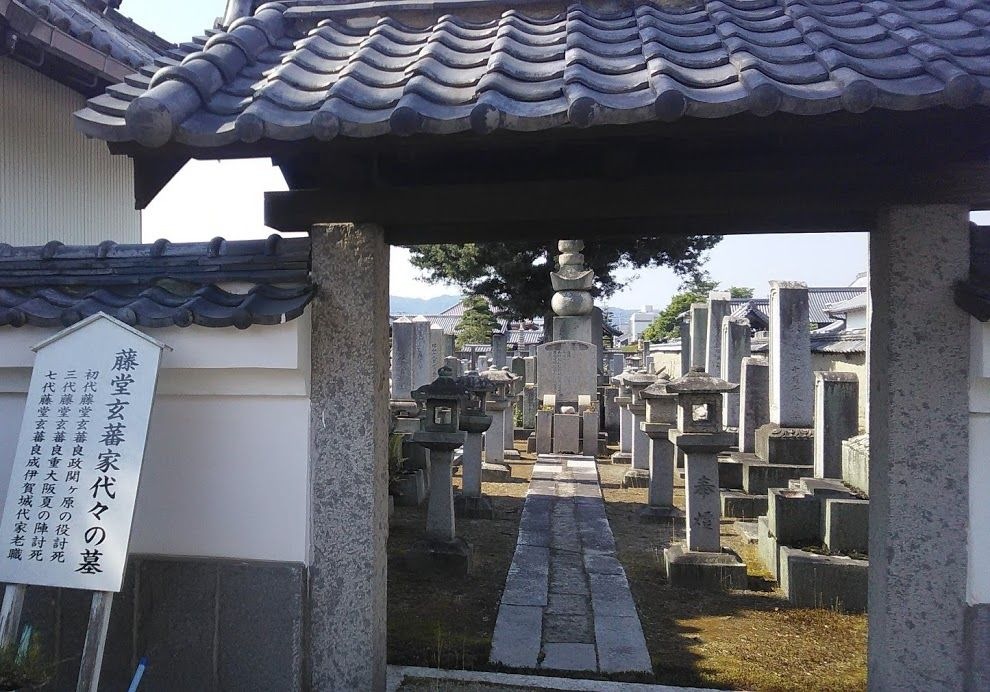
良政を含む藤堂玄蕃家の墓所(伊賀市指定史跡・大超寺)

慶長5年（1600年）の関ヶ原の戦いでは藤堂隊に従って本戦では石田三成と戦ったが、島清興の長男・信勝（あるいは四男・清正）に討ち取られた。墓所は伊賀市大超寺。